# Fred Børre Lundberg
Fred Børre Lundberg (Hammerfest, 25 de diciembre de 1969) es un deportista noruego que compitió en esquí en la modalidad de combinada nórdica. 
Participó en tres Juegos Olímpicos de Invierno, obteniendo en total cuatro medallas: plata en Albertville 1992, en la prueba por equipo (junto con Knut Tore Apeland y Trond Einar Elden), oro y plata en Lillehammer 1994, en el trampolín normal + 15 km individual y la prueba por equipo (junto con Bjarte Engen Vik y Knut Tore Apeland), oro en Nagano 1998, en la prueba por equipo (con Halldor Skard, Kenneth Braaten y Bjarte Engen Vik).
Ganó seis medallas en el Campeonato Mundial de Esquí Nórdico entre los años 1991 y 1999.

## Palmarés internacional
| Juegos Olímpicos   | Juegos Olímpicos       | Juegos Olímpicos | Juegos Olímpicos          |
| Año                | Lugar                  | Medalla          | Prueba                    |
| ------------------ | ---------------------- | ---------------- | ------------------------- |
| 1992               | Albertville (Francia)  | Medalla de plata | TN + 3 × 10 km por equipo |
| 1994               | Lillehammer (Noruega)  | Medalla de oro   | TN + 15 km individual     |
| 1994               | Lillehammer (Noruega)  | Medalla de plata | TN + 3 × 10 km por equipo |
| 1998               | Nagano (Japón)         | Medalla de oro   | TN + 4 × 5 km por equipo  |
| Campeonato Mundial |                        |                  |                           |
| Año                | Lugar                  | Medalla          | Prueba                    |
| 1991               | Val di Fiemme (Italia) | Medalla de oro   | TN + 15 km individual     |
| 1993               | Falun (Suecia)         | Medalla de plata | TN + 3 × 10 km por equipo |
| 1995               | Thunder Bay (Canadá)   | Medalla de oro   | TN + 15 km individual     |
| 1995               | Thunder Bay (Canadá)   | Medalla de plata | TN + 4 × 5 km por equipo  |
| 1997               | Trondheim (Noruega)    | Medalla de oro   | TN + 4 × 5 km por equipo  |
| 1999               | Ramsau (Austria)       | Medalla de plata | TN + 4 × 5 km por equipo  |